# بانکوک ایرویز

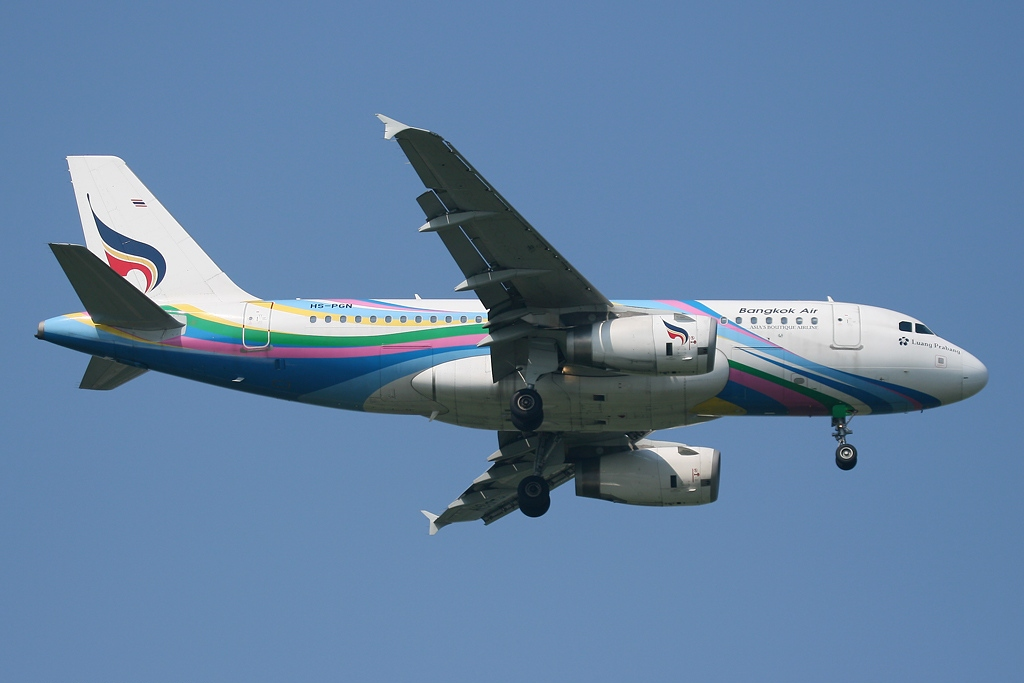
هواپیمای ایرباس ای۳۱۹ متعلق به بانکوک ایرویز

بانکوک ایرویز (به انگلیسی: Bangkok Airways) شرکت هواپیمایی تایلندی است، که در سال ۱۹۶۸ تأسیس شد و در حال حاضر روزانه به ۲۳ مقصد آسیایی، پروازهای مستقیم دارد.
دفتر مرکزی شرکت بانکوک ایرویز در شهر بانکوک، تایلند قرار دارد و فرودگاه بین‌المللی دن موئنگ و فرودگاه بین‌المللی سووارنابومی، قطب‌های این شرکت هواپیمایی به‌شمار می‌آیند. شرکت بانکوک ایرویز در حال حاضر در ناوگان هوایی خود، دارای ۲۷ فروند هواپیمای جت مسافربری می‌باشد.